# Parijs-Roubaix 2016
De 114e editie van de wielerwedstrijd Parijs-Roubaix werd gehouden op 10 april 2016. De kasseienkoers maakte deel uit van de UCI World Tour 2016.
De race eindigde in een sprint met vijf man. In deze sprint was de Australiër Mathew Hayman de sterkste, nadat hij de hele race al in de kopgroep had gezeten. Hayman hield Tom Boonen zo van zijn vijfde Kassei af, waardoor hij niet alleen recordhouder werd. Ian Stannard eindigde als derde voor Sep Vanmarcke en Edvald Boasson Hagen.

## Parcours
Het parcours was 4 kilometer langer dan het jaar eerder en bevatte 27 kasseienstroken. 
| Sector | Kilometer | Naam                                   | Lengte (km) | Zwaarte |
| ------ | --------- | -------------------------------------- | ----------- | ------- |
| 27     | 98,5      | Troisvilles naar Inchy                 | 2,2         | 3       |
| 26     | 105       | Viesly naar Quiévy                     | 1,8         | 3       |
| 25     | 107,5     | Quiévy naar Saint-Python               | 3,7         | 4       |
| 24     | 112,5     | Saint-Python                           | 1,5         | 2       |
| 23     | 120,5     | Vertain naar Saint-Martin-sur-Écaillon | 2,3         | 3       |
| 22     | 127       | Capelle naar Ruesnes                   | 1,7         | 3       |
| 21     | 137,5     | Quérénaing naar Maing                  | 2,5         | 3       |
| 20     | 141       | Maing naar Monchaux-sur-Écaillon       | 1,6         | 3       |
| 19     | 154       | Haveluy naar Wallers                   | 2,5         | 4       |
| 18     | 162       | Trouée d'Arenberg                      | 2,4         | 5       |
| 17     | 168       | Wallers naar Hélesmes                  | 1,6         | 3       |
| 16     | 175       | Hornaing naar Wandignies               | 3,7         | 4       |
| 15     | 182,5     | Warlaing naar Brillon                  | 2,4         | 3       |
| 14     | 186       | Tilloy naar Sars-et-Rosières           | 2,4         | 4       |
| 13     | 192,5     | Beuvry-la-Forêt naar Orchies           | 1,4         | 3       |
| 12     | 197,5     | Orchies                                | 1,7         | 3       |
| 11     | 203,5     | Auchy-lez-Orchies naar Bersée          | 2,7         | 4       |
| 10     | 209       | Mons-en-Pévèle                         | 3,0         | 5       |
| 9      | 215       | Mérignies naar Avelin                  | 0,7         | 2       |
| 8      | 218       | Pont-Thibaut naar Ennevelin            | 1,4         | 3       |
| 7      | 224,5     | Templeuve (Moulin-de-Vertain)          | 0,5         | 2       |
| 6-2    | 231       | Cysoing naar Bourghelles               | 1,3         | 4       |
| 6-1    | 233,5     | Bourghelles naar Wannehain             | 1,1         | 3       |
| 5      | 238       | Camphin-en-Pévèle                      | 1,8         | 4       |
| 4      | 240,5     | Carrefour de l’Arbre                   | 2,1         | 5       |
| 3      | 243       | Gruson                                 | 1,1         | 2       |
| 2      | 249,5     | Willems naar Hem                       | 1,4         | 2       |
| 1      | 256,5     | Roubaix (Espace Charles Crupelandt)    | 0,3         | 1       |

## Deelnemende ploegen
| 18 UCI World Tour-ploegen | 18 UCI World Tour-ploegen | 18 UCI World Tour-ploegen | 7 wildcards                 |
| ------------------------- | ------------------------- | ------------------------- | --------------------------- |
| AG2R La Mondiale          | FDJ                       | LottoNL-Jumbo             | Bora-Argon 18               |
| Astana                    | Giant-Alpecin             | Movistar                  | Fortuneo-Vital Concept      |
| BMC Racing Team           | IAM Cycling               | Orica-BikeExchange        | Cofidis                     |
| Cannondale                | Katjoesja                 | Team Sky                  | Direct Énergie              |
| Dimension Data            | Lampre-Merida             | Tinkoff                   | Topsport Vlaanderen-Baloise |
| Etixx-Quick Step          | Lotto Soudal              | Trek-Segafredo            | Unitedhealthcare            |
|                           |                           |                           | Wanty-Groupe Gobert         |
|                           |                           |                           |                             |

## Uitslag
| Parijs-Roubaix 2016 |                      |                        |          |
| Plaats              | Naam                 | Ploeg                  |          |
| Winnaar             | Mathew Hayman        | Orica GreenEDGE        | 5u51'53" |
| 2                   | Tom Boonen           | Etixx-Quick Step       | z.t.     |
| 3                   | Ian Stannard         | Team Sky               | z.t.     |
| 4                   | Sep Vanmarcke        | Team LottoNL-Jumbo     | z.t.     |
| 5                   | Edvald Boasson Hagen | Dimension Data         | + 3"     |
| 6                   | Heinrich Haussler    | IAM Cycling            | + 1' 00" |
| 7                   | Marcel Sieberg       | Lotto Soudal           | z.t.     |
| 8                   | Aleksejs Saramotins  | IAM Cycling            | z.t.     |
| 9                   | Imanol Erviti        | Movistar Team          | + 1' 07" |
| 10                  | Adrien Petit         | Direct Énergie         | + 2' 20" |
| 11                  | Peter Sagan          | Tinkoff                | z.t.     |
| 12                  | Maarten Wynants      | Team LottoNL-Jumbo     | z.t.     |
| 13                  | Oliver Naesen        | IAM Cycling            | z.t.     |
| 14                  | Luke Rowe            | Team Sky               | z.t.     |
| 15                  | Ramon Sinkeldam      | Team Giant-Alpecin     | z.t.     |
| 16                  | Dylan van Baarle     | Cannondale Pro Cycling | z.t.     |
| 17                  | Bert De Backer       | Team Giant-Alpecin     | z.t.     |
| 18                  | Luke Durbridge       | Orica GreenEDGE        | + 4' 40" |
| 19                  | Marcus Burghardt     | BMC Racing Team        | + 5' 48" |
| 20                  | Christophe Laporte   | Cofidis                | + 6' 18" |